# Міжрегіональне вище професійне училище зв'язку
Міжрегіональне вище професійне училище зв’язку - державний вищий професійно-технічний навчальний заклад II рівня акредитації.

## Історія
З перших навчальних курсів для робітників заводу “Ленінська кузня” у травні 1923 року виникла школа фабрично-заводського учнівства. Молоді робітники жили і навчались у маленькому будинку на вул. Мала Володимирська. 
- 1923 р. - Фабрично-заводське училище на базі Південноросійського заводу (з 1924 р. - завод “Ленінська кузня”);
- 1940 р. - Ремісниче училище № 5;
- 1955 р. - Технічне училище № 5;
- 1963 р. - Міське професійно-технічне училище № 15;
- 1976 р. - Технічне училище № 16;
- 1984 р. - Середнє професійно-технічне училище № 43;
- 1994 р. - Професійно-технічне училище № 43;
- 2000 р. - Вище професійне училище № 43;
- 2003 р. - Міжрегіональне вище професійне училище зв’язку м. Києва

## Сучасність
Сьогодні Міжрегіональне вище професійне училище зв’язку – це найсучасніший заклад професійно-технічної освіти м. Києва, який має 4 навчальних корпуси загальною площею 12,945 м. кв.
Навчальний процес відбувається у 23 модернізованих  кабінетах, 2 лабораторіях, 12 майстернях (загальна площа яких становить 3.600 м. кв.).       
Училище має буфет на 30 осіб, бібліотеку з книжковим фондом у 50 тис. примірників, читальний зал на 25 місць, спортивну залу площею 630 м. кв., гуртожиток на 192 місця. В училищі працюють навчальний салон-перукарня, навчальне кафе-бар, постійно діюча виставка “Учні професійно-технічних училищ - киянам”, де організована учнівська інформаційна служба, що надає оперативні дані про професійно-технічні навчальні заклади міста Києва.Створена локальна комп’ютерна мережа, яка об’єднує понад 180 комп’ютерів. Учні мають доступ до мережі Інтернет, створюється учнівська теле- і радіостудія. В училищі активно працює учнівська соціальна служба.
Контингент учнів на 1 вересня 2011 року становив 1050 чоловік.  

## Професії
На базі 9 класів (термін навчання 3 роки):
- Оператор зв'язку, оператор електрозв'язку, касир (в банку), контролер банку
- Адміністратор, секретар керівника, обліковець з реєстрації бухгалтерських даних
- Слюсар механоскладальних робіт, слюсар-ремонтник
- Верстатник широкого профілю
- Оператор з обробки інформації та програмного забезпечення
- Агент з організації туризму, адміністратор, оператор комп'ютерного набору

На базі 11 класів (термін навчання 1 рік):
- Оператор поштового зв'язку, оператор електрозв'язку</option>
- Офіс-адміністратор
- Майстер готельного обслуговування
- Агент з організації туризму, адміністратор
- Кабельник-спаювальник, електромонтер лінійних споруд телефонного зв'язку
- Радіомеханік з обслуговування та ремонту радіотелевізійної апаратури
- Оператор телекомунікаційних послуг
- Оператор з обробки інформації та програмного забезпечення

ІІІ ступінь навчання (кваліфікація - "Молодший спеціаліст")(1 рік):
- Організація поштового зв'язку
- Діловод